# Аналоговый фильтр

Простейший электронный LC-фильтр нижних частот

Аналоговый фильтр — разновидность электронных, механических, или звуковых фильтров, имеющих дело с аналоговыми или непрерывными сигналами, такими как напряжение, звук или механическое движение. В отличие от них цифровые фильтры имеют дело с дискретными сигналами.

## Обзор
Аналоговые фильтры используются главным образом для обработки сигналов в электронике. Среди их наиболее популярных приложений отмечают антиалиасинг-обработку, выборку определённой радиостанции в радиоприёмниках, разделение звукового сигнала перед воспроизведением (бас, среднечастотный диапазон, твитер) и другие. Электронные аналоговые фильтры состоят обычно из конденсаторов, катушек индуктивности и резисторов.
В настоящее время во многих приложениях вместо аналоговых фильтров используются цифровые, однако в некоторых приложениях замены аналоговым фильтрам нет.

## Реализация
Самая популярная реализация аналоговых фильтров — в виде пассивных RLC-цепочек, однако имеется тенденция к использованию в составе таких фильтров активных элементов, таких как операционных усилителей.
Также получили определённое распространение механические аналоговые фильтры, в которых с помощью механических компонентов осуществляется фильтрация механических вибраций или акустических волн. Подобные фильтры могут использоваться в качестве корректирующих звеньев в системах автоматического регулирования. С точки зрения математического описания линейных аналоговых фильтров физическая сущность их составных элементов не важна.
Другой вид аналоговых фильтров — кристальные фильтры, использующиеся в частности для узкополосной фильтрации сигналов. Сигналом в таких фильтрах является механическая акустическая волна, которая с помощью преобразователя превращается в электрический сигнал на выходе кристалла.

## Сравнение с цифровыми фильтрами
С распространением цифровой техники аналоговые фильтры активно вытеснялись цифровыми фильтрами, однако существуют приложения, в которых использование цифровых фильтров нецелесообразно. Ниже даны сравнительные характеристики двух типов фильтров по некоторым ключевым параметрам:
1. Стоимость: цифровые фильтры в целом дешевле аналоговых, поскольку обычно не требуют сложной элементной базы (катушки индуктивности, конденсаторы, резисторы, операционные усилители), хотя иногда требуются платы цифро-аналогового, аналого-цифрового преобразования, микроконтроллеры и т. п.
2. Скорость: скорость работы аналоговых фильтров выше скорости цифровых фильтров. Это связано с ограниченностью вычислительных ресурсов микроконтроллеров, на которых обычно выполнены цифровые фильтры.
3. Шум квантования: цифровые фильтры могут иметь значительный шум квантования, тогда как аналоговые фильтры лишены этого недостатка.
4. Внешний шум: цифровой сигнал практически невозможно изменить под действием внешнего шума, поэтому цифровые фильтры очень устойчивы ко внешним возмущающим сигналам и шумам. Аналоговые фильтры подвержены этому влиянию.
5. Дрейф характеристик: цифровые фильтры обладают неизменными во времени характеристиками. В частности, коэффициенты передаточной функции для линейных цифровых фильтров являются постоянными, тогда как электрические элементы, на которых построены аналоговые фильтры могут иметь дрейф характеристик по времени, в зависимости от температуры, номинальные допуски и прочие ошибки, которые приводят к изменению коэффициентов передаточной функции.
6. Динамический диапазон: отношение амплитуд максимального и минимального сигналов, с которыми может работать фильтр, для аналоговых фильтров обычно много выше, чем для цифровых фильтров. Это отношение для цифровых фильтров часто ограничивается разрядностью аналогово-цифрового преобразователя.
7. Частотный диапазон: частотный диапазон цифровых фильтров ограничивается частотой Найквиста, тогда как для аналоговых фильтров подобного ограничения нет.